# Aleksàndrovka (Bíkovo)
Aleksàndrovka — Александровка (rus) — és un poble de l'óblast de Volgograd, a Rússia, segons el cens del 2010 tenia 562 habitants.